# Robert Eden (3e baron Auckland)
Pour les articles homonymes, voir Robert Eden.
Robert John Eden (10 juillet 1799-25 avril 1870) est un pasteur britannique. Il est évêque de Sodor et Man de 1847 à 1854 et Évêque de Bath et Wells de 1854 à 1869.

## Jeunesse
Né à Eden Farm, Beckenham, Kent, il est le troisième fils de William Eden, 1er baron Auckland et de son épouse Eleanor Elliot, fille aînée de Sir Gilbert Elliot (3e baronnet). Il est le frère cadet de George Eden, 1er comte d'Auckland, et le neveu de Robert Eden (1er baronnet) et Morton Eden (1er baron Henley). Il est envoyé à Eton en 1814 et est ensuite allé au Magdalene College de Cambridge, où il obtient une maîtrise ès arts cinq ans plus tard. En 1847, il reçoit un baccalauréat en théologie et un doctorat en théologie de l'Université de Cambridge. Lorsque son frère George meurt en 1849, il ne lui succède pas dans le comté, mais dans la baronnie, conféré à leur père.

## Carrière
Il est ordonné diacre en 1823 par l'évêque de Norwich, ordonné prêtre en 1824 par l'évêque de Worcester et est nommé recteur d'Eyam dans le Derbyshire en 1823 Il est transféré à Hertingfordbury, près de Hertford en 1825, un poste qu'il occupe pendant une décennie. Par la suite, Eden est vicaire de Battersea jusqu'en 1847. Il est également nommé aumônier du roi Guillaume IV en 1831 et après la mort de ce dernier en 1837 de la reine Victoria pour les dix années suivantes. Le 23 mai 1847, Eden est consacré évêque de Sodor et Man et installé à Castletown le 29 juin. Il est transféré au siège de Bath et Wells le 2 juin 1854, qu'il conserve jusqu'à sa démission le 6 septembre 1869.

## Auteur
Eden est l'auteur d'une réponse à une lettre à l'évêque de Bath and Wells au sujet de la récente restauration de l'église paroissiale de Kingsbury Episcopi, par George Parsons (1854), Charges of the Bishop of Bath and Wells (3 vols 1855, 1858 et 1861) et The Journal and Correspondence of William, Lord Auckland, édité par l'évêque de Bath and Wells (1860). Il est un modéré, mais tend plutôt du côté de la Haute Église.

## Famille
Lord Auckland épouse Mary Hurt, fille aînée de Francis Edward Hurt d'Alderwasley, Derbyshire, le 15 septembre 1825. Ils ont cinq fils et cinq filles. Elle est décédée le 25 novembre 1872. Auckland meurt au palais de l'évêque de Wells le 25 avril 1870 et est enterré dans le cimetière de Palm, près de la Cathédrale Saint-André de Wells, quatre jours plus tard. Son troisième fils, Ashley Eden est diplomate. Sa fille aînée, Eleanor Eden, est romancière et éditrice des lettres d'Emily Eden, sa tante. Elle est née en 1826; les autres filles sont Emily Dulcibella (née en 1832); Florence Selina (née en 1835); et Maria Harriet (née en 1836).